# Communauté de communes des Vosges Méridionales
Die Communauté de communes des Vosges Méridionales ist ein ehemaliger französischer Gemeindeverband mit der Rechtsform einer Communauté de communes im Département Vosges in der Region Grand Est. Der Gemeindeverband wurde am 27. Dezember 1996 gegründet und umfasste drei Gemeinden. Der Verwaltungssitz befand sich im Ort Le Val-d’Ajol.

## Historische Entwicklung
Der Gemeindeverband wurde 1996 unter dem Namen Comunauté de communes des Trois Rivières gegründet. Mit Wirkung vom 7. Dezember 2009 wurde der Kommunalverband zum heute gültigen Namen geändert.
Mit Wirkung vom 1. Januar 2017 fusionierte der Gemeindeverband mit der Communauté de communes de la Porte des Hautes-Vosges
und bildete so die Nachfolgeorganisation Communauté de communes de la Porte des Vosges Méridionales.

## Ehemalige Mitgliedsgemeinden
1. Girmont-Val-d’Ajol
2. Plombières-les-Bains
3. Le Val-d’Ajol